# كونتية هولندا
كونتية هولندا كانت ولاية ضمن الإمبراطورية الرومانية المقدسة. ومنذ عام 1482 حتى 1581 كانت جزءاً من الأراضي المنخفضة الهابسبورجية. ومن 1581 فصاعداً كانت مقاطعة هولندا مقاطعة قيادية في جمهورية هولندا، والتي بقيت جزءاً حتى الثورة الباتافية في عام 1795. وأراضي مقاطعة هولندا تتوافق تقريباً مع المقاطعات الحالية لشمال وجنوب في هولندا.